# بابادهقان
بابادهقان (به ترکمنی: Babadaýhan، بابادایحان) یک منطقهٔ مسکونی در ترکمنستان است که در ولایت آخال واقع شده‌است. بابادهقان ۷٬۱۳۲ نفر جمعیت دارد.